# Laureola dubia
Laureola dubia (Schmalfuss and Ferrara, 1983), es una especie de crustáceo isópodo terrestre de la familia Armadillidae.

## Descripción
Coloración parda con moteado claro. Se caracteriza por la lámina frontal cóncava y la forma del telson y los urópodos.

## Distribución geográfica
Es endémica de la isla de Príncipe (Santo Tomé y Príncipe).